# Derivation (Linguistik)
Derivation oder deutsch auch (Wort-)Ableitung ist in der Linguistik die Bezeichnung für ein Verfahren der Wortbildung. Hierbei wird in der Regel durch Anhängen eines Affixes (Präfix, Suffix oder Zirkumfix) aus einem Wort ein neues Wort gebildet, in der Regel mit einer neuen Bedeutung oder mit einer neuen Wortart. So wird beispielsweise aus dem Adjektiv frei durch Anhängen des Suffixes -heit das Substantiv Freiheit. Aus dem Wort begreiflich wird durch das Anfügen des Präfixes un- das Wort unbegreiflich (mit neuer Bedeutung). Das Ergebnis einer Derivation nennt man Derivat[um], Derivativ[um] oder deutsch abgeleitetes Wort oder Ableitung. Zusammen mit der Komposition (Zusammensetzung) ist die Derivation das wichtigste Wortbildungsmittel sowohl der deutschen Sprache als auch vieler anderer Sprachen weltweit.
Beispiele:
1. Frei-heit
2. mach-bar
3. be-greifen
4. un-be-greif-lich (abgeleitete Wörter (begreiflich) können auch selbst wieder abgeleitet werden)
5. Ab-leit-ung (Das Wort „Ableitung“ ist selbst eine Ableitung, ist also ein Homolog.)

## Abgrenzung von anderen Wortbildungsarten
Derivation ist eine Art von Wortbildung, die in menschlichen Sprachen möglich ist. Eine andere in vielen Sprachen der Welt verbreitete Wortbildungsart ist die Komposition (Zusammensetzung von Morphemen mit eigenständiger lexikalischer Bedeutung). Komposita (Plural von Kompositum) sind Wörter, die aus zwei oder mehr Wörtern, Wurzeln oder Wortstämmen gebildet werden, wie z. B. (englisch) wind mill aus den Wortstämmen wind und mill.
Die Derivation unterscheidet sich von der Zusammensetzung (Komposition) dadurch, dass bei der Derivation nur ein Stamm mit lexikalischer Bedeutung vorliegt und mit einem Anhängsel versehen wird (dem Derivationsaffix), das nicht für sich allein stehen kann.
- Beispiel eines Derivats: Frei-heit aus frei (Adjektiv), -heit hat eine abstrakte Funktion. Das Gesamtwort ist ein Substantiv, das die Eigenschaft „frei zu sein“ als abstrakten Gegenstand fasst.
- Beispiel eines Kompositums: Haus-wand (Substantiv) aus Haus (Substantiv) und Wand (Substantiv).

Unterschiede zur Flexion sind, dass bei der Derivation
1. nicht eine neue Wortform entsteht, sondern ein neues Wort (Lexem) (bzw. wortfähiger Stamm): brauch-bar (Adjektiv) versus brauch-t (Verb, 3. Person Singular Präsens von brauchen),
2. die Wortart sich ändern kann (siehe: Adjektivierung, Substantivierung),
3. nie alle theoretisch möglichen Grundmorpheme erfasst werden: es gibt keine *Rausch-ung zu rausch(en), keine *Schwimm-ung zu schwimm(en).[3]

## Derivationsarten
Folgende Gruppen von Wortbildungen können also – je nach grammatischer Theorie – zur Derivation gerechnet werden:
- die explizite Derivation: Wortbildung durch Affigierung (Mann → männ-lich, schön → un-schön, renn(en) → Ge-renn-e),
- die Movierung, Genuswechsel durch explizite Ableitung: (König → König-in, Witw-e → Witw-er)

Manchmal werden noch weitere Typen einbezogen:
- die implizite Derivation, Derivation durch Ablautbildung ohne Affixe (trinken → tränken, sinken → senken),
- die Konversion: Bei der lexikalischen Konversion wird die Wortart eines Grundmorphems ohne Affigierung verändert: lauf(en) (Verb) → (der) Lauf (Substantiv), öl(en) (Verb) → Öl (Substantiv), gesund (Adjektiv) → gesund(en) (Verb), Haus (Nomen) → haus(en) Verb[4][5]

Wortartwechsel ohne Bedeutungseffekt wird vor allem in englischsprachiger Literatur als Transposition bezeichnet, dieser Terminus ist aber mehrdeutig.

## Derivationsaffixe
In morphologischer Hinsicht lassen sich Derivationen nach dem Typ der beteiligten Affixe einteilen, d. h. nach der Position relativ zum Wortstamm: Suffixe, Präfixe, Zirkumfixe und Infixe. Diese Affixe verbinden sich nicht nur mit „Grundmorphemen“, sondern auch mit komplexen, bereits abgeleiteten Wortstämmen.
Derivationsaffixe verbinden sich in der Mehrzahl der Fälle nur mit Stämmen einer bestimmten Wortart. Das Suffix -ung im Deutschen beispielsweise bindet sich fast nur an Verbstämme (Les-ung zu lesen, Muster-ung zu mustern, Betracht-ung zu betrachten). Das Verb zu Zeitung existiert heute nicht mehr. Ebenso ist das Produkt einer Derivation, das Derivativum, in der Regel eine bestimmte Wortart, so sind Derivativa mit der Endung -ung Substantive.
In der folgenden Übersicht wird nach der Wortart des Derivativums sortiert; mit „nominales Suffix“ ist dann also gemeint „Suffix, das ein Nomen erzeugt“ etc. (nicht „Suffix, das an einen nominalen Stamm anschließt“).

### Suffix
Suffigierung nennt man das Anhängen von Suffixen („Endungen“) an Wortstämme, wie in den folgenden englischen Beispielen:
a) Nominale Suffixe: -ment, -ation, -er, Beispiele: treat (V) → treatment (N), realize (V) → realization (N), teach (V) → teacher (N)
b) Adjektivische Suffixe: -able, -ful, Beispiele: fix (V) → fixable (A), faith (N) → faithful (A)
c) Verbale Suffixe: -ize, -ate, Beispiele: hospital (N) → hospitalize (V), active (A) → activate (V)
Nominale Suffixe legen nicht nur die Wortart, sondern in Sprachen wie dem Deutschen auch das Genus des abgeleiteten Wortes fest.
a) Nominale Suffixe: -heit, -keit, -ität, -ung. Beispiele: lässig (Adj.) → Lässigkeit (N, fem.); aufzähl(en) (V) → Aufzählung (N, fem.).
b) Adjektivische Suffixe: -bar, -lich, -sam. Beispiele: erleb(en) (V) → erlebbar (Adj.); gelb (Adj.) → gelblich (Adj., Bedeutungsunterschied).
c) Verbale Suffixe: -el-, -ier-. Beispiele: koch(en) → köchel(n). (Der Infinitiv -(e)n ist hier zur Vervollständigung der Form immer mit angegeben, ist aber kein Derivations-, sondern ein Flexionssuffix.) Die Liste zeigt, dass Ableitungen auf -heit, -keit und -tät immer feminine Substantive ergeben. Abstrakta sind im Deutschen generell meistens feminin.
Suffixe legen in der Regel in Sprachen wie dem Englischen und Deutschen die Wortart fest. Sie folgen damit der right-hand head rule, die besagt, dass die rechten Bestandteile komplexer Wörter die grammatischen Eigenschaften des Wortes festlegen.
In den bisher genannten Beispiele geht mit der Suffigierung eine Änderung der Wortart einher, aber es gibt auch Beispiele, in denen sich durch Suffigierung die Wortart nicht ändert, wohl aber die Bedeutung des Wortes, so etwa bei der Derivation mit dem Suffix -ier im Französischen:
lait → laitier (dt. Milch / Milchmann)
salade → saladier (dt. Salat / Salatschüssel)
pomme → pommier (dt. Apfel / Apfelbaum)

### Präfix
Beispiele für Präfix-Derivation sind:
a) verbale Präfixe wie be-, er-, ver-, ent-, zer- im Deutschen oder mis-, de-, re- im Englischen (mis-place, de-activate, re-think)
b) Negationspräfixe an Adjektiven: un- im Deutschen (unglücklich) oder un- bzw. in- im Englischen (un-happy, in-complete)
Die Präfigierung hat als Derivationstyp einige ungewöhnliche Eigenschaften. Anders als Suffixe verhält sich die Mehrzahl der Präfixe im Deutschen wie ein eigenes Phonologisches Wort (vgl. auch den Artikel Silbenphonologie). Beispielsweise entsteht bei Stämmen mit Vokal als Anlaut auch nach einem Präfix weiterhin der Knacklaut (Glottisschlag) wie am Wortanfang: Eis [ʔaɪ̯s] – ver-eisen [fɛɐ̯ʔaɪ̯zən] (anders als beim Suffix in Zauber-ei [tsaʊ̯bə̯ʁaɪ̯], Silbenbildung: „Zau-be-rei“). Für einige weitere Probleme im Zusammenhang mit Präfigierung siehe unter Präfix- und Partikelverben im Deutschen.
Während Suffixe die Wortart des abgeleiteten Wortes bestimmen, spielen Präfixe in Kombination mit Adjektiven und Substantiven für die Wortart in Sprachen wie Englisch oder Deutsch keine Rolle. Eine Ausnahme im Deutschen sind Präfixe in Kombination mit Verben, hier bestimmen die Präfixe die grammatischen Eigenschaften des Wortes: be- macht aus Substantiven wie Dach oder Adjektiven wie taub Verben: bedachen, betäuben. Eine ähnliche Ausnahme von der right-hand head rule gilt für Tagalog, eine austronesische Sprache auf den Philippinen, hier kann der Präfix ma- zusammen mit einem Substantiv kombiniert werden, um ein Adjektiv zu bilden: bundok (dt. ‚Berg‘) → ma bundok (dt. ‚bergig‘), ganda (dt. ‚Schönheit‘) → ma ganda (dt. ‚schön‘).

### Zirkumfix
Bei der Zirkumfigierung wird ein Wortstamm sowohl am Anfang wie am Ende durch ein Element erweitert. Da diese beiden Elemente stets zusammen auftreten, nennt man sie zusammen ein Zirkumfix. Beispiele und Typen von Zirkumfigierungen sind:
a) V → N: red(en) → (das) Ge-red-e; hops(en) → (das) Ge-hops-e.
b) V → Adj: ge-lehr-ig
c) Adj → V: beschönigen, besänftigen
Die so entstandenen Formen nennt man auch Parasynthetika. Andere Sprachen, die Gebrauch von Zirkumfixen machen, sind unter anderem Cavineña, eine Sprache in Bolivien, und Kambera, eine austronesische Sprache, die in Indonesien gesprochen wird:
Cavineña
jutu (dt. ‚ankleiden‘), e-jutu-ki (dt. ‚Stoff‘)
sama (dt. ‚heilen‘), e-sama-ki (dt. ‚Arznei, Medizin‘)

### Infix
Als Infix wird ein Affix bezeichnet, das nicht an den Anfang oder das Ende seines Wortstamms angehängt wird, sondern stattdessen ins Innere des Stamms eingearbeitet wird. So kann z. B. in der philippinischen Sprache Tagalog aus einem Adjektiv X durch Ergänzung des Infixes <um> nach dem ersten Konsonanten des Adjektivstamms ein intransitives Verb ‚X werden‘ bilden:
- g<um>anda (dt. ‚schön werden‘)
- h<um>irap (dt. ‚schwierig werden‘)[15]

### Implizite Derivation
Als implizit wird eine Derivation bezeichnet, wenn das Derivat mit lautlicher Änderung des Stammvokals und ohne Ableitungsmorphem gebildet worden ist. Eine klare Abgrenzung zur Konversion gibt es nicht und unterscheidet sich von Autor zu Autor.
- Bei starken Verben bezieht sich die lautliche Änderung auf Ablaute: werfen → Wurf; helfen → Hilfe.
- Aber auch bei schwachen Verben kann dies vorkommen: küssen → Kuss.
- Gelegentlich werden auch Beispiele gezählt, wo oberflächlich keine Änderung des Vokals erkennbar ist: besuchen → Besuch.